# Lindneromyia umbrosa
Lindneromyia umbrosa är en tvåvingeart som först beskrevs av Snow 1894.  Lindneromyia umbrosa ingår i släktet Lindneromyia och familjen svampflugor.
Artens utbredningsområde är New Mexico. Inga underarter finns listade i Catalogue of Life.